# Triacanthagyna
Triacanthagyna is een geslacht van libellen (Odonata) uit de familie van de glazenmakers (Aeshnidae).

## Soorten
Triacanthagyna omvat 9 soorten:
- Triacanthagyna caribbea Williamson, 1923
- Triacanthagyna dentata (Geijskes, 1943)
- Triacanthagyna ditzleri Williamson, 1923
- Triacanthagyna nympha (Navás, 1933)
- Triacanthagyna obscuripennis (Blanchard, 1847)
- Triacanthagyna satyrus (Martin, 1909)
- Triacanthagyna septima (Selys in Sagra, 1857)
- Triacanthagyna trifida (Rambur, 1842)
- Triacanthagyna williamsoni von Ellenrieder & Garrison, 2003